# Taillades
Taillades ist eine französische Gemeinde mit 1.998 Einwohnern (Stand 1. Januar 2022) im Département Vaucluse in der Region Provence-Alpes-Côte d’Azur. Sie gehört zum Kanton Cheval-Blanc im Arrondissement Apt.

## Geographie
Taillades liegt ungefähr vier Kilometer östlich von Cavaillon und grenzt an die Gemeinden Robion, Cheval-Blanc und Cavaillon.
Die Gemeinde befindet sich am westlichen Ende des Luberon inmitten des Regionalen Naturparks Luberon. Das Gemeindegebiet fällt vom Luberon-Gebirge im Südosten mit einer Maximalhöhe von 527 m bis zum Tal des Coulon-Flusses im Nordwesten auf 78 m Höhe. Von Süden nach Nordosten verläuft quer durch die Gemeinde der Canal de Carpentras.

## Verkehr
Parallel zum Canal de Carpentras verläuft die D31 quer durch das Gemeindegebiet. Ganz im Norden wird Taillades von der D2 durchstreift. Der nächstgelegene Bahnhof befindet sich vier Kilometer westlich im Zentrum von Cavaillon.

## Geschichte
Die ersten Spuren menschlicher Besiedlung reichen bis ins Neolithikum zurück. In der Höhle Sainte-Guimelle wurden Grabstätten und Töpferware aus dieser Epoche entdeckt. 
Die erste urkundliche Erwähnung im Jahr 1253 berichtet von einer kleinen Burg, um die sich der Ort entwickelt hat. Der Name des Ortes (provenzalisch talhada, übersetzt: „schneiden“, „spalten“) deutet auf Steinbruchaktivitäten hin. 1269 vergab der Provencegraf und König von Neapel Karl I. die Burg und die umliegenden Güter als Lehen an Imbert und Wilhelm von Sabran. 1338 ging das Lehnsgut an Hugo von Marle, dessen Sohn George Seneschall der Provence war. George von Marle besiegte 1398 in Pertuis Truppen des Vizegrafen Raimund von Turenne, die sich ins südliche Luberon flüchteten und dort zahlreiche Ländereien verwüsteten. Als Folge verließen die Benediktiner von Saint-Jean Baptiste das Kloster von Taillades und versteckten sich in Cavaillon. 1455 verkaufte der Sohn des Seneschalls, Roland de Marle, seinen Besitz an Gaucher de Forcalquier, dem Bischof von Gap. 1619 wurde die mittelalterliche Festung durch ein neues Schloss ersetzt, das bis zur Revolution dem Eigentümer von Taillades gehörte. Mitte des neunzehnten Jahrhunderts setzte die Entvölkerung der Altstadt ein.

### Bevölkerungsentwicklung
| Jahr      | 1962 | 1968 | 1975 | 1982 | 1990 | 1999 | 2006 | 2008 | 2018 |
| --------- | ---- | ---- | ---- | ---- | ---- | ---- | ---- | ---- | ---- |
| Einwohner | 525  | 695  | 1211 | 1501 | 1642 | 1792 | 1888 | 1927 | 1923 |

## Sehenswürdigkeiten
- Mühle Saint-Pierre (1859)

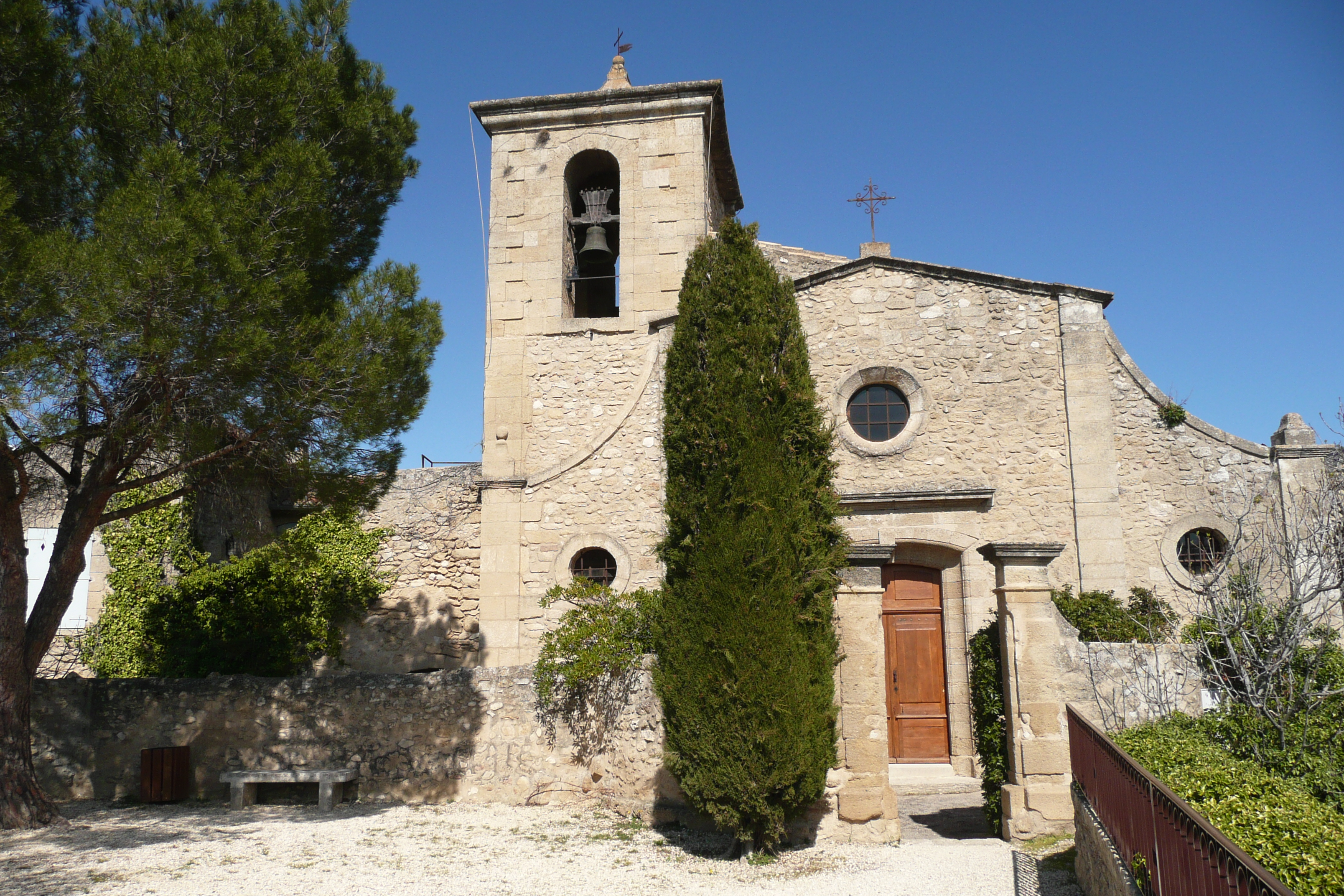
Kirche

- ehemalige Steinbrüche, Naturtheater
- Schloss (17. Jahrhundert)
- Kapelle Sainte-Luce (denkmalgeschützt)
- Kapelle Saint-Gens
- Festungsturm